# Joe-Max Moore
Joe-Max Moore (Tulsa, 23 de fevereiro de 1971) é um ex-futebolista norte-americano. Atuou em três Copas do Mundo e em duas Olimpíadas.
Em abril de 2013, foi incluído no Hall da Fama do futebol dos Estados Unidos.

## Carreira

### UCLA
Como a grande maioria de seus contemporâneos, Moore começou a carreira jogando futebol universitário, representando a UCLA.

### Saarbrucken e Nuremberg
Sua profissionalização, no entanto, ocorreu apenas em 1994, quando a Federação Norte-Americana emprestou o atacante ao 1. FC Saarbrücken. Em uma temporada, foram 25 jogos e 13 gols. Em 1995 foi para o 1. FC Nürnberg, onde atuou em 27 jogos e marcou 8 gols.

### New England Revolution
Com a criação da Major League Soccer em 1996, Moore voltou aos EUA para defender o New England Revolution, onde se destacaria: em quatro temporadas, disputou 90 partidas e fez 49 gols. Inicialmente, o italiano Giuseppe Galderisi fora contratado para liderar o ataque, mas uma lesão fez com que Moore ganhasse a titularidade.
Em novembro de 1997, os Rev's emprestaram o atacante para o Emelec, mas não chegou a jogar.

### Everton
Foi contratado pelo Everton em novembro de 1999. Antes, Moore chegou a ser impedido pela MLS para defender outras equipes, exceto o New England Revolution, mas não inviabilizou a transferência do atacante para os Toffees. Em três temporadas, foram apenas 52 jogos e 8 gols. Em novembro de 2002, três anos após ser contratado, Moore rescindiu o vínculo com o Everton por "mútuo acordo" e voltou aos Rev's em 2003.
Prejudicado por lesões, o atacante pouco atuou em sua segunda passagem: 19 partidas e quatro gols marcados. Uma ruptura nos ligamentos do joelho encerrou a temporada 2004 para o atacante, que ainda pensou em voltar aos gramados em 2005. Porém, uma nova lesão durante a pré-temporada praticamente selou o destino do jogador. Em 25 de janeiro, operou o joelho e dois dias depois, anunciou sua aposentadoria.

## Seleção
Convocado pela primeira vez à seleção dos EUA em 1992, Moore disputou o Campeonato Mundial de Futebol sub-20 de 1989. Dois anos depois, nos Jogos Panamericanos de Havana, marcou o gol da vitória sobre o México; em 1992 disputou as Olimpíadas de Barcelona, mas os norte-americanos ficaram na primeira fase.
Em Copas, Moore participou das edições de 1994, 1998 e 2002. Nesta última, fez a centésima partida pela equipe, ao entrar no lugar de Brian McBride na partida contra a Polônia. Com a eliminação dos EUA nas quartas-de-final pela Alemanha, Moore encerrou sua carreira internacional, com 100 partidas e 24 gols marcados.